# リエージュ〜バストーニュ〜リエージュ2011
リエージュ〜バストーニュ〜リエージュ2011は、リエージュ〜バストーニュ〜リエージュの97回目のレース。2011年4月24日に行なわれた。

## 概要
当年4月17日にアムステルゴールドレース、同4月20日にフレッシュ・ワロンヌを制覇したフィリップ・ジルベールが当レースも制し、2004年のダビデ・レベリン以来となる、アルダンヌ・クラシック(Ardennes classics)完全制覇を達成した。
残りあと20km地点からジルベールと、フランク、アンディのシュレク兄弟、フレフ・ファン・アヴェルマートを中心に優勝争いが展開され、残りあと8km付近の峠でファン・アヴェルマートが脱落。その後は3人による駆け引きが展開されたが、シュレク兄弟の再三のアタックにもしっかりと反応したジルベールが、最後は同タイム差ゴールを制した。

## 成績
| 順位 | 選手名                         | 国籍           | チーム                            | 時間          |
| ---- | ------------------------------ | -------------- | --------------------------------- | ------------- |
| 1    | フィリップ・ジルベール         | ベルギー       | オメガファーマ・ロット            | 6時間13分18秒 |
| 2    | フランク・シュレク             | ルクセンブルク | レオパルド・トレック              | 同            |
| 3    | アンディ・シュレク             | ルクセンブルク | レオパルド・トレック              | 同            |
| 4    | ロマン・クロイツィガー         | チェコ         | アスタナ・チーム                  | +24秒         |
| 5    | リゴベルト・ウラン             | コロンビア     | チームスカイ                      | 同            |
| 6    | クリス・アンカー・セレンセン   | デンマーク     | チーム・サクソバンク - サンガード | 同            |
| 7    | フレフ・ファン・アヴェルマート | ベルギー       | BMC・レーシングチーム             | +27秒         |
| 8    | ヴィンチェンツォ・ニバリ       | イタリア       | リクイガス・キャノンデール        | +29秒         |
| 9    | ビェルン・ルクマンス           | ベルギー       | ヴァカンソレイユ・DCM             | +39秒         |
| 10   | サムエル・サンチェス           | スペイン       | エウスカルテル・エウスカディ      | 同            |

## UCIワールドツアー個人総合成績
4月25日現在
| 順位 | 選手名                     | 国籍           | チーム                       | ポイント |
| ---- | -------------------------- | -------------- | ---------------------------- | -------- |
| 1    | フィリップ・ジルベール     | ベルギー       | オメガファーマ・ロット       | 356      |
| 2    | ファビアン・カンチェラーラ | スイス         | レオパルド・トレック         | 236      |
| 3    | マシュー・ゴス             | オーストラリア | チーム・HTC - ハイロード     | 203      |
| 4    | アンドレアス・クレーデン   | ドイツ         | チーム・レディオシャック     | 202      |
| 5    | ミケーレ・スカルポーニ     | イタリア       | ランプレ・ISD                | 202      |
| 6    | サムエル・サンチェス       | スペイン       | エウスカルテル・エウスカディ | 163      |
| 7    | ロベルト・ヘーシンク       | オランダ       | ラボバンク                   | 150      |
| 8    | クリス・ホーナー           | アメリカ合衆国 | チーム・レディオシャック     | 143      |
| 9    | トム・ボーネン             | ベルギー       | クイックステップ             | 140      |
| 10   | カデル・エヴァンス         | オーストラリア | BMC・レーシングチーム        | 128      |